# Montour (Iowa)
Montour es una ciudad ubicada en el condado de Tama, Iowa, Estados Unidos. Según el censo de 2020, tiene una población de 203 habitantes.

## Geografía
La localidad está ubicada en las coordenadas 41°58′49″N 92°42′54″O / 41.98028, -92.71500. Según la Oficina del Censo de los Estados Unidos, Montour tiene una superficie total de 1.18 km², correspondientes en su totalidad a tierra firme.

## Demografía
Según el censo de 2020, hay 203 personas residiendo en Montour. La densidad de población es de 172,03 hab./km². El 92.61% son blancos, el 2.96% son amerindios, el 0.49% es asiático, el 0.99% son de otras razas y el 2.96% son de una mezcla de razas. Del total de la población, el 1.97% son hispanos o latinos de cualquier raza.